# Mercado Dorrego (Tucumán)
El Mercado Dorrego es un mercado barrial ubicado en la ciudad de San Miguel de Tucumán, Tucumán, Argentina. Este se encuentra entre las avenidas Roca y Marina Alfaro frente a Plazoleta Dorrego, al sur de la capital.

## Historia
Originalmente el edificio albergó un mercado barrial, pero luego se estableció el centro cultural Mercedes Sosa y dependencias del municipio. Por esta razón en 2017 se remodeló el edificio y su fachada a fin de acondicionarlo para fines culturales.
En 2021 el Mercado del Norte comenzó a sufrir fallas en su estructura, y sumado a un posible riesgo de derrumbe, fue clausurado. Así el municipio propuso reubicar parte de los puesteros del histórico mercado en el edificio del centro cultural, recuperando su función original. 
Las obras comenzaron en abril y fueron habilitadas el 28 de septiembre del mismo año por el intendente Germán Alfaro. Estas tuvieron un costo de ARS 15 000 000 e incluyó la división de locales, desagües, infraestructura eléctrica y nuevos sanitarios. El mercado posee 32 puestos de diferentes rubros como panadería, carnicería, verdulería, pescadería, entre otros. Además, lindante a la avenida Marina Alfaro hay cajeros automáticos del Banco Macro en el mismo edificio del mercado.